# Jean Castex
Pour les articles homonymes, voir Jean Castex (homonymie) et Castex.
Jean Castex (/ʒɑ̃ kas.tɛks/), né le 25 juin 1965 à Vic-Fezensac (Gers), est un haut fonctionnaire et homme d'État français. Il est Premier ministre du 3 juillet 2020 au 16 mai 2022.
Membre de l'Union pour un mouvement populaire (UMP) puis des Républicains (LR), il est maire de Prades (Pyrénées-Orientales) de 2008 à 2020, secrétaire général adjoint de la présidence de la République entre 2011 et 2012, conseiller régional du Languedoc-Roussillon de 2010 à 2015 et conseiller départemental des Pyrénées-Orientales de 2015 à 2020.
En 2017, Jean Castex est chargé de superviser pour l'État l'organisation des Jeux olympiques et paralympiques de Paris 2024 en tant que délégué interministériel, puis est nommé président de la nouvelle structure faîtière du sport de haut niveau français, l'Agence nationale du sport. En 2020, il est chargé de coordonner la sortie progressive du premier confinement mis en place dans le cadre de la pandémie de Covid-19.
Il est ensuite nommé Premier ministre par le président Emmanuel Macron, succédant à Édouard Philippe ; il quitte alors LR. Son passage à l'hôtel de Matignon est principalement marqué par la crise sanitaire liée à la pandémie de Covid-19. À la suite de l'élection présidentielle de 2022, il quitte Matignon où il est remplacé par Élisabeth Borne.
Le 23 novembre 2022, par décret en Conseil des ministres, il est nommé président-directeur général de la Régie autonome des transports parisiens (RATP). En octobre 2024, il est reconduit pour un mandat de 5 ans à la tête de la RATP par la commission de l'Aménagement du territoire et du développement.

## Situation personnelle

### Famille et origines

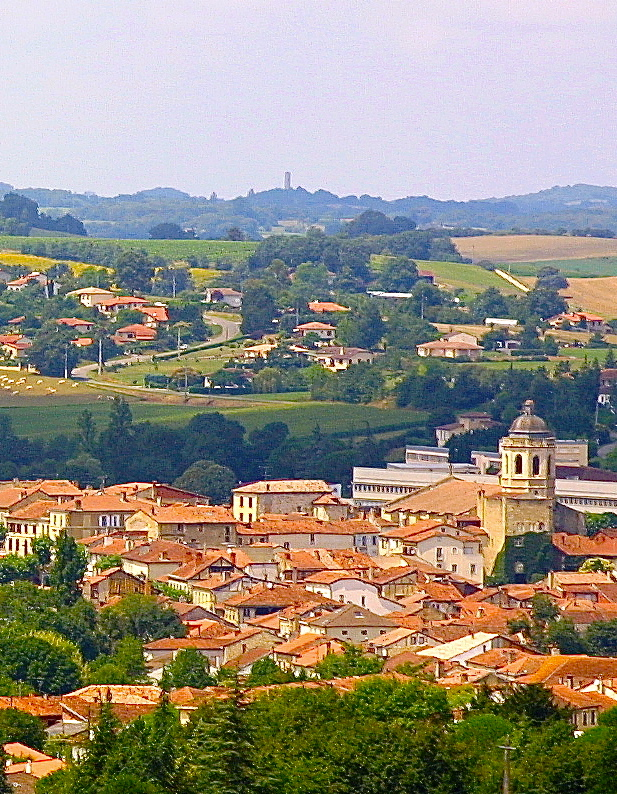
Vic-Fezensac, sa ville de naissance.

Jean Castex naît le 25 juin 1965 à Vic-Fezensac, dans le département du Gers, alors en région Midi-Pyrénées et depuis la réforme territoriale de 2015 en Occitanie.
Fils de Claude Castex, instituteur, et de Nicole Fontanier, également institutrice, décédée le 16 janvier 2020, il est le petit-fils de Marc Castex,, ingénieur, concessionnaire de machines agricoles, membre du groupe de l'Union des Républicains et des Indépendants, ancien sénateur du Gers et maire de Vic-Fezensac, et l'arrière-petit-fils d'un forgeron du côté paternel, et d'André Fontanier, instituteur issu d'une famille de paysans, syndicaliste, militant communiste et résistant du côté maternel.
Sa généalogie, dont une partie a fait l'objet d'une communication en 1997 dans le bulletin de la Société archéologique, historique, littéraire et scientifique du Gers par l'un de ses grands-oncles, confirme, tant du côté paternel que du côté maternel, des origines exclusivement gersoises sur cinq générations, ses racines étant concentrées dans la circonscription d'Armagnac de la province historique de Gascogne.
Son nom de famille, prononcé /kas.tɛks/, est issu du mot gascon Castèth(s) /kasˈtɛtʲ(s)/ et signifie Château(x),,.

### Études et formation
Jean Castex est interne, à sa demande, de 1979 à 1982 au lycée privé de Garaison à Monléon-Magnoac dans les Hautes-Pyrénées, institution de l'enseignement catholique,. Il obtient son baccalauréat en 1982, puis une licence d'histoire à l'université de Toulouse-II-Le Mirail. En 1986, il est diplômé de l'Institut d'études politiques de Paris et titulaire d'une maîtrise de droit public en 1987.
En 1989, il intègre l'École nationale d'administration (devenue l'Institut national du service public le 1er janvier 2022) au sein de la promotion Victor-Hugo.

### Vie personnelle
Pour des raisons de santé liées à des problèmes d'asthme, Jean Castex suit des cures thermales à Font-Romeu dès l'âge de cinq ans et revient régulièrement dans les Pyrénées-Orientales par la suite. C'est là qu'il rencontre sa future épouse, Sandra Ribelaygue, par ailleurs conseillère municipale de Valcebollère. Ensemble, ils ont quatre filles, dont il se dit fier qu'elles soient « mi-gasconnes, mi-catalanes ». Il parle le catalan,.
Peu sportif, il est cependant amateur de rugby. Jeune, il jouait avec son père qui était président de l'Union athlétique vicoise. Il s'occupait également pendant ses vacances de l'organisation du tournoi de tennis de Vic.

## Carrière professionnelle

### Premiers postes
À sa sortie de l'ENA en 1991, Jean Castex rejoint la Cour des comptes comme auditeur. Il est promu conseiller référendaire en 1994, puis conseiller-maître en 2008.
En 1996, il est nommé directeur des Affaires sanitaires et sociales dans le Var en remplacement de Jean-Pierre Malafosse, qui a été mis en examen pour « escroquerie » et « complicité d'escroquerie » en décembre 1995. Jean Castex occupe ensuite les postes de secrétaire général de la préfecture de Vaucluse (1999-2001) puis président de la Chambre régionale des comptes d'Alsace de 2001 à 2005.

### Au sein de ministères et à l'Élysée
De 2005 à 2006, Jean Castex est directeur de l'Hospitalisation et de l'Organisation des soins au ministère des Solidarités et de la Cohésion sociale, où il participe à l'introduction de la notion d'objectifs et de rentabilité dans l'hôpital et à une rationalisation des coûts dans le cadre du plan hôpital 2007, qui introduit notamment la tarification à l'activité (« T2A »).
Il est ensuite directeur de cabinet de Xavier Bertrand au ministère de la Santé de 2006 à 2007, puis au ministère du Travail de 2007 à 2008.
En novembre 2010, il remplace Raymond Soubie au poste de conseiller aux affaires sociales au cabinet du président de la République Nicolas Sarkozy. Le 28 février 2011, il est nommé secrétaire général adjoint de l'Élysée, fonction qu'il occupe jusqu'à la fin du mandat du président Sarkozy, le 15 mai 2012,,.

## Parcours politique

### Élu local des Pyrénées

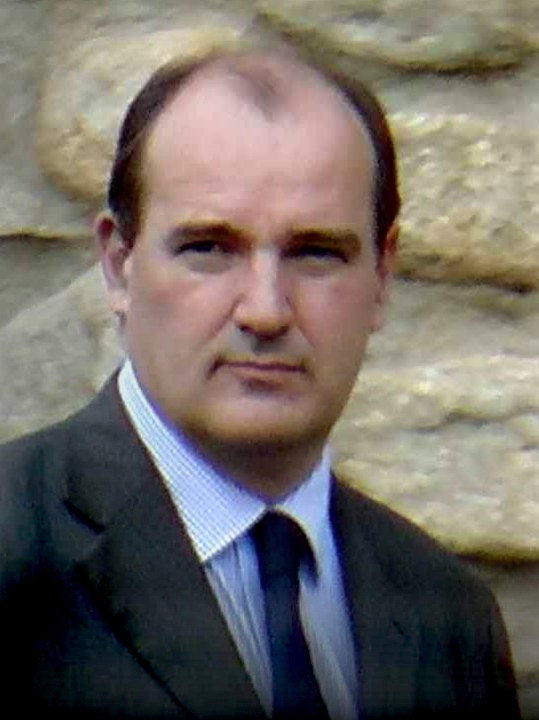
Jean Castex en 2011.

En 2008, Jean Castex est élu maire de Prades. En 2010, il est élu conseiller régional du Languedoc-Roussillon, après avoir mené la liste UMP-NC de Raymond Couderc dans les Pyrénées-Orientales ; il exerce ce mandat jusqu'à son élection au conseil départemental des Pyrénées-Orientales en 2015. Après les élections municipales de 2014, il est réélu maire de Prades, sa liste l'ayant emporté dès le premier tour avec 70,2 % des suffrages.
Il est élu en mars 2015 conseiller départemental dans le canton des Pyrénées catalanes en binôme avec Hélène Josende, obtenant 58,3 % des suffrages exprimés au second tour. Candidat à la présidence du conseil départemental des Pyrénées-Orientales, le 2 avril suivant, il obtient douze voix contre vingt-deux pour Hermeline Malherbe (PS).
Le 6 octobre 2017, lors de la réunion du conseil communautaire de la communauté de communes Conflent Canigó, dont il est le président, Jean Castex affirme son soutien aux Catalans victimes de violences de l'État espagnol une semaine plus tôt lors du référendum sur l'indépendance de la Catalogne, sans toutefois se prononcer pour ou contre l'indépendance. La motion, votée à l'unanimité des élus présents, s'est notamment « [indignée] des violences policières contre les électeurs catalans rassemblés pacifiquement pour exercer leur droit de vote », violences qu'elle a qualifiées d'« indignes d'une démocratie ».
En tant que maire, il manifeste peu d'intérêt pour les questions environnementales selon le journal Reporterre.
Lors des élections municipales de 2020, il l'emporte dès le premier tour, obtenant 76 % des voix, puis est reconduit dans ses fonctions par le conseil municipal du 23 mai 2020 par 25 voix sur 29.
Le 6 septembre 2020, Mediapart dévoile des photographies révélant que des agents de la commune de Prades et de la communauté de communes Conflent Canigó, alors dirigées par Jean Castex, ont travaillé en mars 2020 dans une casse visée par une enquête pour des soupçons d'infractions au Code de l'environnement et au Code du travail. Ces photographies ont été versées au printemps 2020 à une enquête judiciaire conduite par le parquet de Perpignan. Le 6 juillet suivant, soit trois jours après la nomination de Jean Castex comme Premier ministre, le procureur de la République de Perpignan cesse toutes les investigations dans ce dossier,.

### Candidat aux élections législatives de 2012
Candidat dans la 3e circonscription des Pyrénées-Orientales, Jean Castex est battu par la candidate PS Ségolène Neuville lors des élections législatives de 2012. Il soutient ensuite la candidature de François Fillon pour la présidence de l'UMP lors du congrès d'automne 2012, puis lors de la primaire ouverte de la droite et du centre de 2016.

### Délégué chargé des Jeux olympiques de 2024
En septembre 2017, il est nommé délégué interministériel aux Jeux olympiques et paralympiques de 2024 à Paris,. Le 24 janvier 2018, il est en outre nommé délégué interministériel aux grands événements sportifs. Le 20 avril 2019, il est nommé président de l'Agence nationale du sport, créée par un arrêté paru le jour même.
Les revenus de Jean Castex ont été déclarés auprès de la Haute Autorité pour la transparence de la vie publique (HATVP) le 14 janvier 2020. Selon L'Obs, jusqu'à sa nomination à Matignon, il a perçu plus de 200 000 euros par an au titre des diverses fonctions politiques et administratives qu'il occupait, ce qui faisait de lui l'un des fonctionnaires les mieux payés de France. Comme délégué interministériel aux Jeux olympiques et paralympiques de Paris 2024, il a perçu 160 000 euros nets par an. À cette rémunération s'ajouteraient les indemnités liées à ses mandats électifs : maire de Prades depuis 2008 (22 000 euros bruts par an) et conseiller départemental depuis 2015 (25 600 euros bruts par an).

### Responsabilités nationales
Le 2 avril 2020, il est chargé par le Premier ministre, Édouard Philippe, de coordonner le travail de réflexion du gouvernement sur les stratégies de sortie progressive du premier confinement de la population française dû à la pandémie de Covid-19,,. Il y gagne les surnoms de « Monsieur Déconfinement » ou de « couteau suisse » du gouvernement.

### Premier ministre

#### Nomination

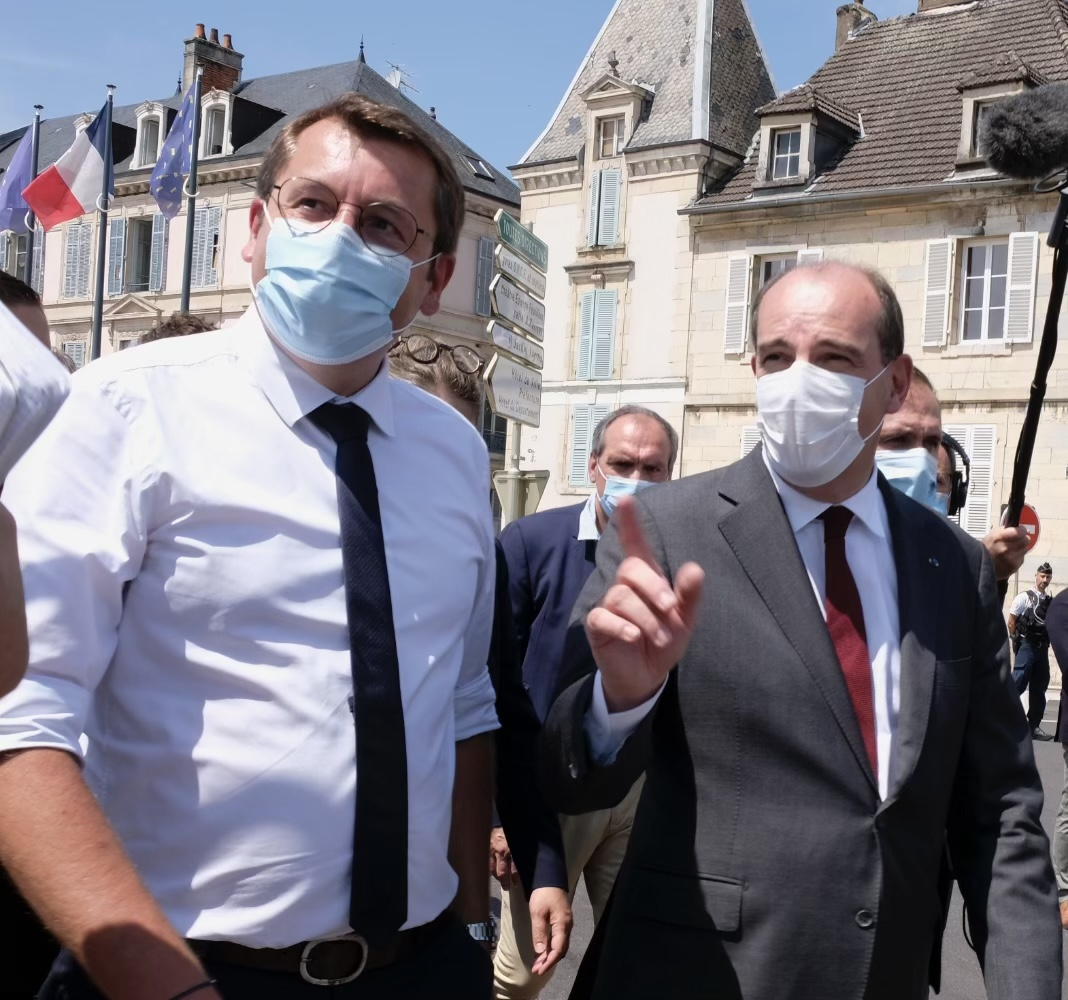
Jean Castex (droite) et Alain Chrétien à Vesoul en 2021.

Le 3 juillet 2020, Jean Castex est nommé Premier ministre par le président de la République Emmanuel Macron, à la suite de la démission du second gouvernement Édouard Philippe, pour former un nouveau gouvernement,. Il quitte Les Républicains le jour même, puis annonce s'inscrire dans le « mouvement majoritaire »,. Nommé le même jour, son directeur de cabinet est Nicolas Revel, un proche d'Emmanuel Macron.
Après avoir un temps annoncé rejoindre La République en marche (LREM), Jean Castex n'est finalement pas membre du parti. À la mairie de Prades, il est remplacé par Yves Delcor tout en restant conseiller municipal, au conseil départemental par Pierre Bataille et à la communauté de communes Conflent Canigó par Jean-Louis Jallat.
Sa désignation suscite des réactions contrastées. À droite, plusieurs personnalités comme Franck Louvrier, Valérie Pécresse ou Xavier Bertrand lui reconnaissent des « qualités de serviteur de l'État », mais à gauche, la nomination du nouveau Premier ministre, présenté surtout comme un « technocrate », est perçue comme la manifestation d'un pouvoir personnel du chef de l'État qui voudrait supprimer de facto le rôle politique du chef du gouvernement dans la perspective de l'élection présidentielle de 2022.
Lors de la passation des pouvoirs, s'il revendique une « communauté de valeurs » avec Édouard Philippe, il assure qu'en raison de la crise sanitaire « les priorités devront évoluer, les méthodes devront donc être adaptées ». Le jour de sa nomination, sur le plateau du Journal de 20 heures de TF1, il se définit comme un « gaulliste social ».
Après la défaite de la majorité présidentielle aux élections régionales et départementales de 2021, des rumeurs évoquent son possible remplacement par le président de l'Assemblée nationale, Richard Ferrand. Mais le président de la République assure qu'il « n'a pas pour ambition de remplacer le Premier ministre dans les prochains mois ».

#### Pandémie de Covid-19
Durant le restant de l'année, Jean Castex continue de gérer avec son gouvernement la crise sanitaire et fait face à la défiance de Français contre l'instauration d'un passe sanitaire, initialement mis en place jusqu'au 15 novembre 2021. En septembre suivant, le porte-parole du gouvernement annonce que le gouvernement souhaite finalement pouvoir avoir recours au pass sanitaire « jusqu'à l'été 2022 »,.

#### Politique sociale
Dans le contexte de la crise énergétique mondiale de 2021, le gouvernement promet, mi-septembre 2021, un « chèque énergie » exceptionnel de 100 euros. Le 30 septembre 2021, Jean Castex annonce, alors qu'une très forte augmentation des prix du gaz, de l'électricité et du carburant suscitent la polémique depuis plusieurs jours, qu'il « n'y aura plus d'augmentation du prix du gaz » et que la hausse des prix de l'électricité sera limitée à 4 % en février 2022, grâce à une baisse de taxes.

#### Politique des transports
Sur la question des transports, Jean Castex relance de nombreux projets routiers controversés, certains étant jugés très polluants, pour un coût de plus de 18 milliards d'euros. D'après le site d'actualité Reporterre, « Jean Castex est devenu le meilleur émissaire en la matière, multipliant les déplacements pour relancer des projets à l'arrêt depuis des années et balayant au passage les arguments des opposants ».
Concernant le ferroviaire, il multiplie les réouvertures de trains de nuit et signe en avril 2022 un contrat de performance entre l'État et SNCF Réseau, bien que celui-ci soit contesté par des élus de tous bords et des experts en raison de l'insuffisance des moyens mis en œuvre pour l'entretien des rails.

#### Tourisme
Au cours de son mandat de Premier ministre, Jean Castex a prôné un « tourisme plus qualitatif », appelé aussi tourisme durable ou tourisme responsable, grâce à un plan s'élevant à 1,9 milliard d'euros et le souci de favoriser « les expériences à plus haute valeur ajoutée » et de développer « davantage de synergies entre les différentes formes de tourisme », en souhaitant faire de la France la première destination de tourisme durable d'ici 2030.

#### Démission
Le 16 mai 2022, trois semaines après la victoire d'Emmanuel Macron à l'élection présidentielle de 2022, Jean Castex remet la démission de son gouvernement au président Emmanuel Macron, qui l'accepte,. Il est remplacé par Élisabeth Borne.

### Après Matignon
Peu avant son départ de Matignon, l'ancien Premier ministre dit vouloir s'écarter de la vie politique nationale, estimant avoir besoin d'une « pause », mais continuer de faire de la politique « autrement ». Dans les mois qui suivent son départ de la tête du gouvernement, il adopte un style de vie ordinaire et refuse tous les avantages accordés habituellement aux anciens Premiers ministres (voiture de fonction, gardes du corps…), préférant se déplacer fréquemment dans la capitale en transports en commun, notamment le métro ou encore l'autobus.

#### Président de l'AFITF
Le 7 juillet 2022, le président de la République Emmanuel Macron propose le nom de Jean Castex à la présidence de l'Agence de financement des infrastructures de transport de France (AFITF). Il est officiellement nommé à ce poste par un décret en date du 18 août 2022,. Il est mis fin à ses fonctions dans cette agence à compter du 10 novembre 2022.

#### PDG de la RATP
En octobre 2022, il est pressenti pour succéder à Catherine Guillouard comme président-directeur général de la Régie autonome des transports parisiens,.
Les 8 et 9 novembre 2022, il est auditionné par les commissions compétentes du Sénat (le 8 novembre) et de l'Assemblée nationale (le 9 novembre), afin de satisfaire aux obligations prévues par l'article 13 de la Constitution. Après cette audition, les parlementaires ont émis un avis favorable à sa future nomination à ce poste.
Le 23 novembre 2022, il est nommé président-directeur général de la Régie autonome des transports parisiens et prend ses fonctions cinq jours après, le 28 novembre. En 2024, il est reconduit dans ses fonctions après un avis favorable du parlement motivé par les bons résultats de son action à la tête de la RATP.
En mai 2025, certains titres de presse annoncent qu'il est favori pour diriger la SNCF,.

## Détail des mandats et fonctions

### Au gouvernement
- 3 juillet 2020 – 16 mai 2022 : Premier ministre français.

### Au niveau local
- 18 mars 2008 – 3 juillet 2020 : maire de Prades.
- 26 mars 2010 – 22 avril 2015 : conseiller régional du Languedoc-Roussillon.
- 7 janvier 2015 – 3 juillet 2020 : président de la communauté de communes Conflent Canigó.
- 2 avril 2015 – 3 juillet 2020 : conseiller départemental des Pyrénées-Orientales (élu dans le canton des Pyrénées catalanes).

### Autres
- 28 février 2011 – 15 mai 2012 : secrétaire général adjoint de la présidence de la République.
- 15 septembre 2017 – 3 juillet 2020 : délégué interministériel aux Jeux olympiques et paralympiques de 2024.
- 25 janvier 2018 – 3 juillet 2020 : délégué interministériel aux grands événements sportifs.
- 20 avril 2019 – 3 juillet 2020 : président de l'Agence nationale du sport.
- 2 avril – 3 juillet 2020 : coordinateur interministériel chargé de la stratégie de déconfinement.

## Synthèse des résultats électoraux

### Élections législatives
| Année | Parti | Parti | Circonscription            | 1er tour | 1er tour | 1er tour | 2d tour | 2d tour | 2d tour |
| Année | Parti | Parti | Circonscription            | Voix     | %        | Rang     | Voix    | %       | Issue   |
| ----- | ----- | ----- | -------------------------- | -------- | -------- | -------- | ------- | ------- | ------- |
| 2012  |       | UMP   | 3e des Pyrénées-Orientales | 14 743   | 30,52    | 2e       | 22 550  | 46,97   | Battu   |

### Élections départementales
| Année | Parti | Parti | Canton                 | Colistière     | 1er tour | 1er tour | 1er tour | 2d tour | 2d tour | 2d tour |
| Année | Parti | Parti | Canton                 | Colistière     | Voix     | %        | Rang     | Voix    | %       | Issue   |
| ----- | ----- | ----- | ---------------------- | -------------- | -------- | -------- | -------- | ------- | ------- | ------- |
| 2015  |       | LR    | Les Pyrénées catalanes | Hélène Josende | 5 075    | 42,77    | 1er      | 6 566   | 58,30   | Élu     |

### Élections municipales
Les résultats ci-dessous concernent uniquement les élections où il est tête de liste.
| Année | Parti | Parti | Commune | 1er tour | 1er tour | 1er tour | 2d tour | 2d tour | 2d tour | Sièges (CM) |
| Année | Parti | Parti | Commune | Voix     | %        | Rang     | Voix    | %       | Rang    | Sièges (CM) |
| ----- | ----- | ----- | ------- | -------- | -------- | -------- | ------- | ------- | ------- | ----------- |
| 2008  |       | UMP   | Prades  | 1 342    | 42,64    | 1er      | 1 654   | 50,37   | 1er     | 22 / 29     |
| 2014  | 2 122 | UMP   | Prades  | 70,19    | 1er      |          |         |         | 25 / 29 |             |
| 2020  |       | LR    | Prades  | 1 756    | 75,72    | 1er      | 26 / 29 |         |         |             |

## Distinctions

### Décorations françaises
Il est nommé au grade de chevalier dans l'ordre national du Mérite le 15 mai 2006 au titre de « conseiller référendaire à la Cour des comptes ; 15 ans de services civils et militaires », puis en 2021, en tant que Premier ministre ayant exercé ses fonctions pendant plus de six mois, il est ex officio élevé à la dignité de grand-croix, décoration remise par le président de la République le 6 janvier 2021.
Le 13 juillet 2022, il est nommé au grade de commandeur dans l'ordre national de la Légion d'honneur au titre d'« ancien Premier ministre, ancien maire de Prades, conseiller maître à la Cour des comptes ; 34 ans de services »,. Il est fait commandeur le 8 décembre 2022 au palais de l'Élysée par Emmanuel Macron. Il est élevé à la dignité de grand officier dans l'ordre, à titre exceptionnel, le 29 janvier 2025 au titre de « ancien Premier ministre, président-directeur général d'une société de transports en commun ».

### Décorations étrangères
Le 4 juillet 2021, il est nommé au grade de grand officier de l'ordre du Mérite de la République italienne

## Publication
- Jean Castex, La ligne de chemin de fer de Perpignan à Villefranche : Prélude de la ligne de Cerdagne, Canet-en-Roussillon, Talaia, 11 décembre 2017, 104 p. (ISBN 978-2-917859-72-8).[88].